# 沃倫 (麻薩諸塞州)
沃倫（英語：Warren）是一個位於美國麻薩諸塞州烏斯特縣的鎮。

## 人口
根據2020年美國人口普查的數據，沃倫的面積為71.50平方千米，當中陸地面積為71.30平方千米，而水域面積為0.20平方千米。當地共有人口4975人，而人口密度為每平方千米70人。